# Фактори мінеральних рівноваг
ФАКТОРИ МІНЕРАЛЬНИХ РІВНОВАГ (рос. факторы минеральных равновесий, англ. factors of mineral equilibrium, нім. Faktoren m pl des mineralischen Gleichgewichts) — у мінералогії — фактори, які визначають мінеральний склад рівноважного продукту метаморфічних комплексів: 
- 1) температура,
- 2) загальний тиск,
- 3) склад відносно інертних компонентів,
- 4) концентрація розчинів, які наявні при мінералоутворенні, з урахуванням цілком рухомих компонентів, включаючи Н2О і СО2, пружність пари яких є функцією температури і загального тиску.